# Sperenberg
Din anul 2002 Ssperenberg aparține de comuna Am Mellensee situată in landul Brandenburg, Germania.